# Феникс (брандер)
«Феникс» — брандер Азовского флота Русского царства, один из трёх брандеров одноимённого типа.

## Описание судна
Один из трёх однотипных брандеров с деревянным корпусом одноимённого типа, строившихся на Хоперской верфи в 1702—1704 годах.

## История службы
Брандер «Феникс» был заложен на стапеле Хоперской верфи в 1702 году и после спуска на воду в 1704 году вошёл в состав Азовского флота России.
В кампанию 1704 года совершил переход в Азов.
По окончании службы в 1709 году брандер «Феникс» был разобран в Азове.

### Комментарии
1. ↑  Всего в рамках проекта было построено 3 брандера: «Феникс» и два безымянных брандера[1].